# Armidale Dumaresq Shire
Armidale Dumaresq Shire var en Local Government Area (LGA) (svenska: kommun, eller ungefär lokalförvaltningsområde) i delstaten New South Wales i Australien som omfattade ett område på 4 235 km². Kommunen, som styrdes över av Armidale Dumaresq Council, bildades den 21 februari 2000 genom att kommunerna City of Armidale och Dumaresq Shire slogs samman. Drygt 80 procent av kommunens 24 105 medborgare bodde i staden Armidale.

### Befolkningsutvecklingskällor
- Australian Bureau of Statistics. ”2001 Census QuickStats : Abbotsbury (State Suburb)” (på engelska). http://www.censusdata.abs.gov.au/ABSNavigation/prenav/ProductSelect?newproducttype=QuickStats&btnSelectProduct=View+QuickStats+%3E&collection=Census&period=2001&areacode=SSC11006&geography=&method=&productlabel=&producttype=&topic=&navmapdisplayed=true&javascript=true&breadcrumb=LP&topholder=0&leftholder=0&currentaction=201&action=401&textversion=false. Läst 3 augusti 2012.
- Australian Bureau of Statistics. ”2006 Census QuickStats : Armidale Dumaresq (A) (Local Government Area)” (på engelska). http://www.censusdata.abs.gov.au/ABSNavigation/prenav/ProductSelect?newproducttype=QuickStats&btnSelectProduct=View+QuickStats+%3E&collection=Census&period=2006&areacode=LGA10110&geography=&method=&productlabel=&producttype=&topic=&navmapdisplayed=true&javascript=true&breadcrumb=LP&topholder=0&leftholder=0&currentaction=201&action=401&textversion=false. Läst 24 maj 2012.
- Australian Bureau of Statistics. ”2011 Census QuickStats : Armidale Dumaresq (A)” (på engelska). http://www.censusdata.abs.gov.au/census_services/getproduct/census/2011/quickstat/LGA10110?opendocument&navpos=220. Läst 3 augusti 2012.